# Etechesottine
Etechesottine (horn mountain people), jedna od nekoliko skupina Etchareottine ili Slavey Indijanaca. Plemensko područje nalazilo se između jezera Great Slave i La Martre u kanadskom distriktu Mackenzie.
Franklin koji ih pogrešno smatra da su Pasjim rebrima, naziva ih Horn Mountain Indians i Deerhorn mountainers, a Petitot Etè-ches-ottinè i Gens de la montagne la Corne.